# Ешли Сивер
Ешли Сивер (енгл. Ashley Seaver) је лик из Си-Би-Есове криминалистичке серије „Злочиначки умови“, а тумачила ју је Рејчел Николс. Она је кадеткиња ФБИ-еве академије која је тренутно при крају обуке у Јединици за анализу понашања (ЈАП). Придружује се тиму у 6. сезони, неколико епизода након одласка Џеј-Џеј.

## Биографија лика
Она је ћерка Чарлса Бушампа, серијског убице из Северне Дакоте, познатог као Редмондски распарач, кога су Хочнер и Роси ухватили када је Ешли имала 18. година. Он је тренутно у затвору и понекад јој пошаље писмо. Иако их Ешли никад не чита, чува их.

## Време у ЈАП-у
Када је тим истраживао неколико убистава у једној мирној и тихој заједници, Роси ју је упознао док је била на обуци. Након разговора са њим и Хочнером, одлучила је да се придружи као консултант на случају. У почетку су намеравали да само разговарају са Ешли, али је она инсистирала да се придружи, рекавши да може да препозна знакове убице у мирној заједници. Док су били на задатку, Ешли одлази сама до куће једне од жртава како би вратила лаптоп који је коришћен као доказни материјал и убрзо схвата да је муж те жртве заправо убица. Он је задржава у кући и прети јој ножем све док не стигне Хочнер и убије га.
Она се касније придружује ЈАП-у како би завршила своју обуку и појавиле су се многе сугестије од стране љубитеља серије о потенцијалној романси између Ешли и Рида, подстакнуте разговором између Рида и Гарсије (Гарсија је рекла да верује да Рид мисли да је Ешли лепа), иако је сценариста Едвард Ален Бернеро рекао да нема ничег романтичног у односу Рида и Сивер, и да ће њих двоје бити само другови и ништа више.
На старту 7. сезоне откривено је да је Сивер пребачена у јединицу Ендија Свона.